# Ilija Milanov
Ilija Vencislavov Milanov (in bulgaro Илия Венциславов Миланов?; traslitterazione anglosassone: Iliya Ventsislavov Milanov; Levski, 19 febbraio 1992) è un calciatore bulgaro, difensore del Rilski Sportist.

## Biografia
È fratello gemello del calciatore Georgi Milanov.

## Palmarès

### Club
- Campionato bulgaro: 2

Liteks Loveč: 2009-2010, 2010-2011
- Supercoppa di Bulgaria: 1

Liteks Loveč: 2010